# Províncias da Grécia
As províncias ou eparquias (em grego: επαρχία, transl. eparkhía) da Grécia eram subdivisões das prefeituras daquele país. Foram abolidas após as eleições locais de 2006, de acordo com a lei 2539/1997 do parlamento grego.
De acordo com o artigo 7 do Código de Autonomia das Prefeituras (Decreto Presidencial 30/1996), as províncias constituíam um "distrito administrativo particular" dentro dos "distritos administrativos" das prefeituras. Nem todas as prefeituras eram subdivididas em províncias.

## Organização
As províncias consistiam de duas partes: um Conselho Provincial coletivo, e um eparkhos (έπαρχος), ou vice-prefeito. Os membros do conselho eram os conselheiros prefeitorais de suas respectivas províncias, enquanto o eparkhos era o conselheiro prefeitoral que recebeu mais votos nas eleições realizadas em cada uma das prefeituras.